# 콩고 공화국 (레오폴드빌)
콩고 공화국(프랑스어: République du Congo) 또는 레오폴드빌 콩고(Congo-Léopoldville, 문화어: 꽁고(레))은 벨기에령 콩고가 1960년 6월 30일 독립해 건설된 국가로, 오늘날의 콩고 민주 공화국이다. 수도는 킨샤사(당시 이름은 레오폴드빌)였다. 1964년부터는 콩고 민주 공화국(République démocratique du Congo)을 칭했다.
7월 11일 카탕가 주가 모이즈 촘베의 지도하에 카탕가국으로 독립을 선포하고 8월 9일에는 남카사이가 독립을 선포하였다. 파트리스 루뭄바가 쿠테타로 축출되고, 루뭄바를 지지하는 앙투안 기젱가가 스탠리빌(현 키상가니)에 대립 정부를 구성하는 등 콩고 위기라고 불리는 혼란이 있었다.
카탕가 주의 분리주의 세력이 진압되고 촘베가 조제프 카사부부와 화해하고 총리에 오르면서 안정을 찾아가는 듯 했다. 1964년에는 헌법을 고쳐 정치 체제를 바꾸고 국호를 콩고 민주 공화국으로 변경했다. 1965년 11월 25일 모부투 세세 세코의 쿠테타로 카사부부 및 촘베가 축출되고, 1971년 국호를 자이르로 바꾸었다. 1997년 모부투 세세 세코가 축출되어 국호를 콩고 민주 공화국으로 환원하였다.

## 같이 보기
- 콩고 민주 공화국의 역사